# غاستون سالفاتوري
غاستون سالفاتوري (بالألمانية: Gaston Salvatore)‏ هو كاتب مسرحي وشاعر ألماني، ولد في 1941 في فالبارايسو في تشيلي، وتوفي في 11 ديسمبر 2015 في البندقية في إيطاليا.

## وصلات خارجية
- غاستون سالفاتوري على موقع مونزينجر (الألمانية)
- غاستون سالفاتوري على موقع ميوزك برينز (الإنجليزية)